# Filippo Teodoro di Liagno

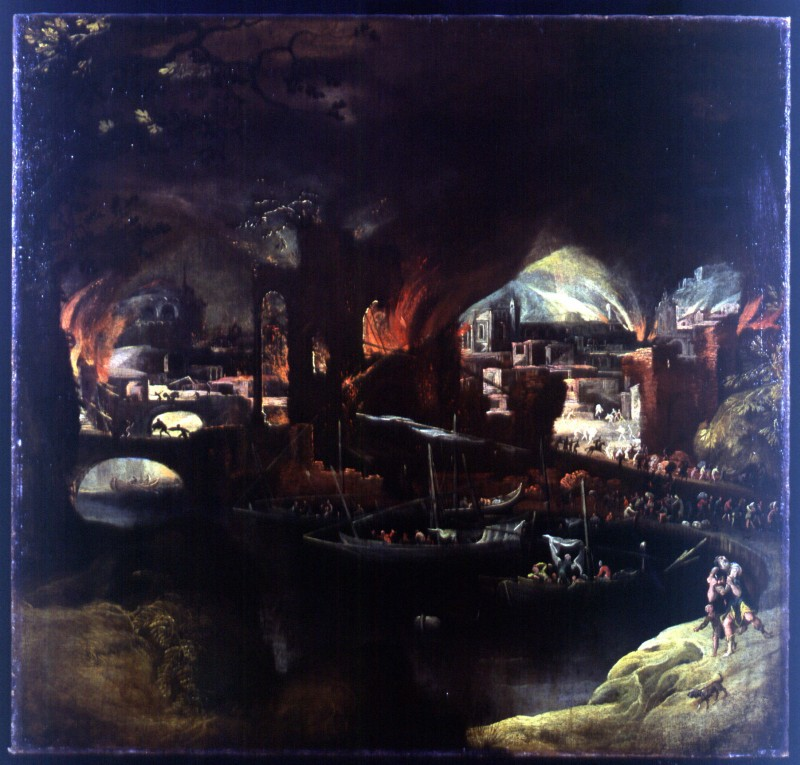
Incendio di Troia (Fondazione Cariplo)

Filippo Teodoro di Liagno, detto Filippo d'Angeli o Filippo Napoletano (Roma, 1589 – Roma, 1629), è stato un pittore italiano.

## Biografia

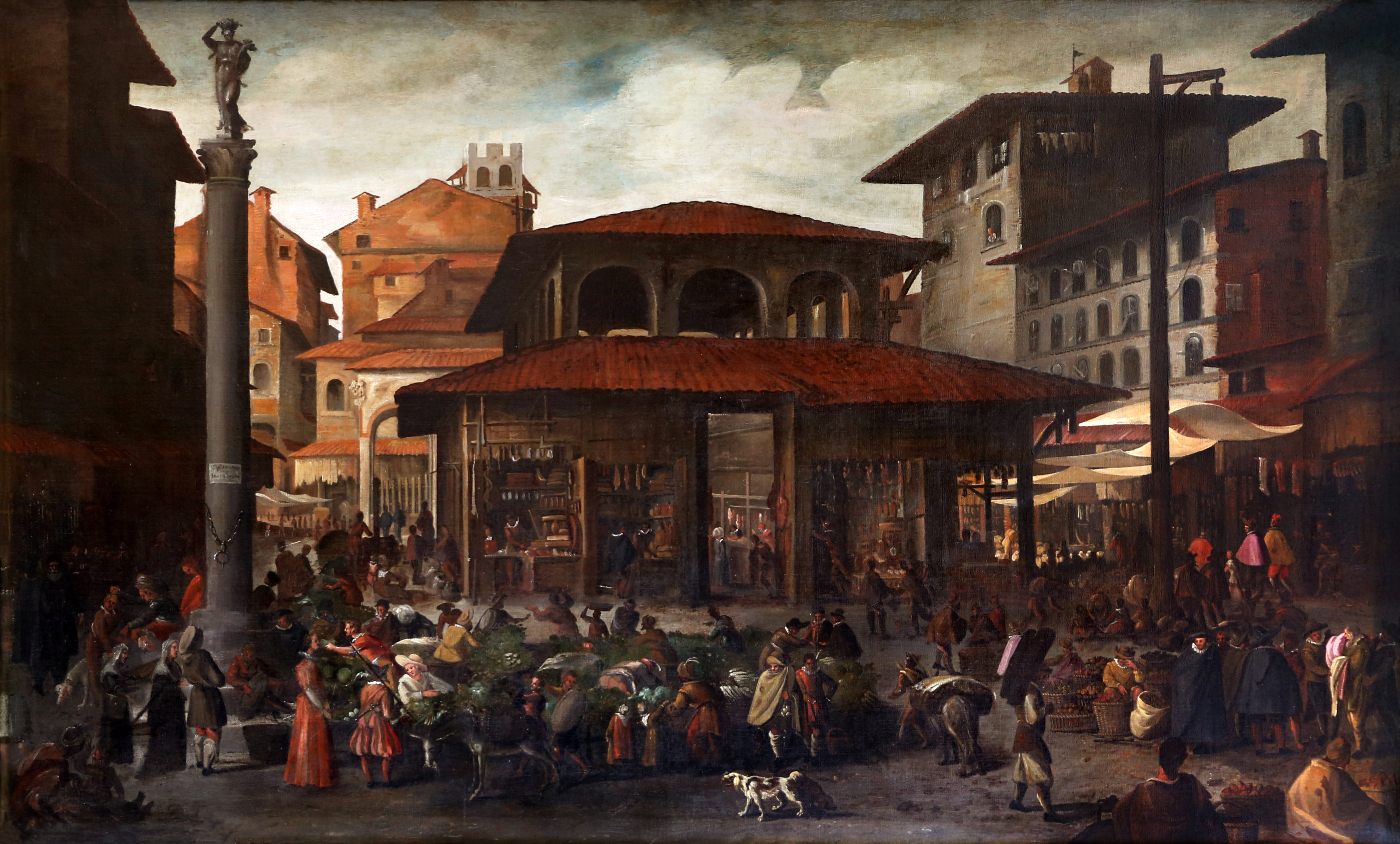
Piazza del mercato vecchio a firenze, Collezione d'Arte dell'Ente Cassa di Risparmio di Firenze

Nato a Roma, si trasferì da bambino con la famiglia a Napoli, dove iniziò la sua carriera (1600–1613) e dove crebbe nella congerie culturale che dava spazio ad una costruzione visionaria della scena, secondo modelli proposti da un gruppo di artisti fiamminghi, tedeschi e francesi operanti tra Roma e Napoli. Fu influenzato in particolare da pittori paesaggisti fiamminghi di successo in Italia come Paul Bril, Gottfried Wals e Adam Elsheimer. 
Nel 1614 si trasferì a Roma, dove entrò a far parte del gruppo di artisti protetti dal cardinale Del Monte.
Nel 1617 Cosimo II de' Medici lo chiamò a Firenze, dove lavorò a stretto contatto con Jacques Callot. Ricoprì la carica di pittore di corte della famiglia Medici venendo molto apprezzato per la sua pittura originale, ricca di scene notturne e drammatiche. Dai taccuini, Filippo è noto per aver realizzato centinaia di schizzi di paesaggi e città toscane. Dopo il suo ritorno a Roma nel 1621, fu attivo sia nella produzione di dipinti da cavalletto sia in decorazioni ad affresco in cui interpretava il paesaggio laziale, contrassegnato dalle vestigia delle antiche costruzioni romane.
È descritto da Giovanni Baglione come possessore di una collezione, una wunderkammer di bellissime bizzarrie ("bellissimi oggetti bizzarri"), come armi esotiche;  piante fossilizzate;  teschi di tigre, leone e tartaruga;  porcellana orientale e stoviglie scolpite;  un giubbotto di pelle umana;  un'imbracatura per trascinare le balene sul ghiaccio; una pulce a tre zampe, uniformi persiane e antichità come monete romane, lampade di bronzo e alcune statuette. Dopo la morte di Napoletano a Roma nel 1628, tale materiale fu oggetto di offerte da parte di collezionisti come Francesco Angeloni e Cassiano dal Pozzo.